# 近藤聡乃
近藤 聡乃（こんどう あきの、1980年7月3日 - ）は、日本のアーティスト・イラストレーター・漫画家・アニメーション作家。女性。ミヅマアートギャラリー所属。

## 人物・経歴
千葉県市川市出身。
東洋英和女学院高等部卒業。高校時代の同級生に大木優紀（テレビ朝日アナウンサー）、石井あみ（タレント・グラビアアイドル）がいる。
多摩美術大学グラフィックデザイン学科卒業。ニューヨーク在住。
漫画、アニメーション、ドローイング、エッセイなど多岐に渡る作品を国内外で発表している。主に少女と虫をテーマにした、白黒を基調としたコントラストで幻想的な作品を中心としている。
コミックスに『はこにわ虫』『いつものはなし』『うさぎのヨシオ』『A子さんの恋人』、作品集『近藤聡乃作品集』、エッセイコミック『不思議というには地味な話』、ニューヨークでの生活を描いた『ニューヨークで考え中』などがある。
少女時代は大衆漫画にあまり興味がなかったが、中学生のときに『ガロ』に出会い大きな影響を受ける。
2000年、多摩美術大学グラフィックデザイン学科在学中、青林工藝舎発行の『アックス』に投稿した「小林加代子」で第2回アックスマンガ新人賞奨励賞を受賞し、漫画家デビュー。
2002年、知久寿焼（元たま）の楽曲にアニメーションをつけた映像作品『電車かもしれない』（「汽車には誰も乗っていない」収録）がBShi『デジタル・スタジアム』で紹介され話題を呼ぶ。
『コミックH』（ロッキング・オン）、『アックス』『ユリイカ』（青土社）等にて漫画作品が掲載される。
2004年、絵本サイト『おはなし絵本クラブ』では従来のイメージとは離れた作風の絵本『ふたりであいうえお』（ナレーション：さねよしいさ子）を発表。
2006年、個展「てんとう虫のおとむらい」で同名のアニメーション作品を発表。
2008年10月より『Fellows!』（エンターブレイン）にて4コマ漫画『うさぎのヨシオ』を連載。
同年、文化庁新進芸術家海外研修制度の2008年度研修員に採択されニューヨークに留学。研修期間終了後もそのまま在住を継続。
2010年、アニメーション「てんとう虫のおとむらい」ダイジェスト版が「YouTube Play. A Biennial of Creative Video」（グッゲンハイム美術館）においてTop25に選出。
2011年、ポーラ美術振興財団研修員に採択される。
同年、個展「KiyaKiya」（ミヅマアートギャラリー）において、アニメーション作品「KiyaKiya」を発表。6分半の作品であるが、1秒に15枚の絵を用いており、制作に1年半をかけている。少女が同時進行する3つの時間軸にそれぞれ存在して別々の生活を繰り返しながら、少しずつ干渉し合い、永遠にそれが続いていくという奇妙で幻想的な作品に仕上がっている。
2014年、『ハルタ』（KADOKAWA）にて『A子さんの恋人』連載開始。
2016年、チェロ奏者・作曲家のエリック・フリードランダーと結婚。

## 単行本
- 『はこにわ虫』(青林工藝舎 2004年）ISBN 978-4883791729
- 『EIKO』（LE LEZARD NOIR） ISBN 2-35348-000-4
- 『いつものはなし』（青林工藝舎 2008年）ISBN 978-4-88379-270-2
- 『Les Insectes en moi』（LE LEZARD NOIR）ISBN 978-2-35348-003-6
- 『近藤聡乃スケッチ原画集 KiyaKiya』（ナナロク社）ISBN 978-4-904292-16-7
- 『うさぎのヨシオ』（エンターブレイン 2012年4月) ISBN 978-4047279957
- 『不思議というには地味な話』（ナナロク社 2012年6月）ISBN 978-4-904292-25-9
- 『KiyaKiya』（ナナロク社 2011年）アニメーション原画集 ISBN 978-4904292167
- 『近藤聡乃作品集』（ナナロク社 2013年）ISBN 978-4904292457
- 『A子さんの恋人』（KADOKAWA/エンターブレイン 2015年-2020年）全7巻
- 『ニューヨークで考え中』（亜紀書房 2015年-）既刊4巻

## 受賞歴
- 2000年 マンガ『小林加代子』- 第2回アックスマンガ新人賞/奨励賞
- 2002年 立体作品『はこにわ虫』- GEISAI1-GP/草間彌生賞
- アニメーション『電車かもしれない』
  - 第3回 ユーリ・ノルシュテイン大賞/観客賞
  - BS-hi『デジスタ』デジスタ・アウォード2002 アニメーション部門賞
  - 平成14年度第6回文化庁メディア芸術祭アニメーション部門奨励賞[6]
- 2003年 マンガ『つめきり物語』- 平成15年度第7回文化庁メディア芸術祭、マンガ部門審査委員会推薦作品[7]

## 展示

### 個展
- 2003.9.2-9.7 個展「近藤聡乃展」 ギャラリーエス / 東京
- 2004 「近藤聡乃展」 trance popギャラリー / 京都
- 2006.7.5 -8.5  個展 近藤聡乃「てんとう虫のおとむらい」Akino Kondoh “Ladybirds' Requiem”ミヅマアートギャラリー / 東京
- 2007 個展 近藤聡乃「hint」Akino Kondoh “hint”Taché-Lévy Gallery / ブリュッセル
- 2008.7.9-8.9　個展 近藤聡乃 「果肉」 ミヅマアートギャラリー / 東京
- 2011.10.11-11.12 個展 近藤聡乃「KiyaKiya」ミヅマアートギャラリー / 東京
- 2013.8.21-9.28 個展 近藤聡乃「KiyaKiya 1/15秒」ミヅマアートギャラリー / 東京
- 2019.10.12-11.10「近藤聡乃展　呼ばれたことのない名前」三菱地所アルティアム[8] / 福岡

### グループ展
- 2004.7.13-7.25 グループ展「日本四景」ギャラリーエス / 東京
- 2004 「Psionic Distortion」 Super Deluxe / 東京
- 2004 「Tokyo Style」 Milliken Gallery / ストックホルム、スウェーデン
- 2004 「Girls & Guns」 THE PROPOSITION / ニューヨーク、アメリカ
- 2004 「Blind Pilots」 THE PROPOSITION / ニューヨーク、アメリカ
- 2004 「オトメ会議」 ギャラリーエス / 東京
- 2005.3.1-3.7 グループ展「Aランチ」―私は作品をメニューからチョイスする― AXIS GALLERY ANNEX / 東京
- 2005 「スイスコミック・アート展」 川崎市民ミュージアム / 神奈川
- 2005 「Spoltore Ensomble 2005」 / ペスカーラ、イタリア
- 2005 「Paradiso d’Amore -Neo-Aesthetics of Animamic Age」
- 2005 杭州和平国際展示センター / 杭州、中国（Millennium美術館 / 北京へ巡回）
- 2005 「Psionic Distortion」 Plum Blossoms Gallery / ニューヨーク、アメリカ
- 2005 「-Since 1994- ミヅマアートギャラリー10周年記念展」 ミヅマアートギャラリー / 東京
- 2006 「videotheque」 Site Gallery / シェフィールド、イギリス
- 2006 「Fiction@Love」 上海現代美術館 / 上海、中国